# Christian Ilmoni
Bror-Christian Ilmoni (ur. 8 marca 1918 w Parainen, zm. 27 stycznia 2008 w Helsinkach) – fiński żeglarz, dwukrotny olimpijczyk.

## Kariera
W regatach rozegranych podczas Letnich Igrzysk Olimpijskich 1948 wystąpił w klasie Star zajmując 12. pozycję. Załogę jachtu Lucky Star tworzył z nim również René Nyman. Cztery lata później na tej samej łodzi zajęli zaś 19. lokatę.